# Kościół Matki Bożej Różańcowej w Mikołajkach
Kościół Matki Bożej Różańcowej – rzymskokatolicki kościół parafialny należący do dekanatu Mikołajki diecezji ełckiej. Mieści się przy ulicy Michała Kajki.
Obecna świątynia to dawny Ewangelicki Dom Ludowy, należący do gminy ewangelickiej. Przed 1939 rokiem były urządzane w nim wieczorki, przedstawienia, dzieci miały lekcje katechezy. Podczas II wojny światowej w kościele mieściła się remiza. Następnie wojska sowieckie urządziły w budynku stajnię. Od września 1948 roku rozpoczęły się prace przygotowujące zdewastowany Dom Ludowy dla potrzeb katolickiego kultu religijnego. W ciągu trzech miesięcy remont budowli został ukończony. Za zgodą Kurii Biskupiej ksiądz Władysław Dudziak, mrągowski proboszcz poświęcił świątynię. Kościół został powiększony, dzięki przebudowie mieszkania prywatnego na prezbiterium. Został przeniesiony ołtarz, zostały wykonane drzwi wejściowe główne do świątyni, schody, a także chodnik został wycementowany. Mikołajczanie bardzo chętnie angażowali się w remont, nie żałowali własnych sił, większość prac parafianie wykonywali za darmo. W następnych latach zostały wykonane witraże. Na głównej ścianie świątyni nad prezbiterium przedstawiona jest panoramiczna scena Objawienia Matki Bożej w Gietrzwałdzie w 1877 roku. Dla uczczenia IV pielgrzymki papieża Jana Pawła II do Ojczyzny została dobudowana do świątyni wieża zaprojektowana przez mikołajczanina, pana Jerzego Matłocha i zostały w niej zawieszone
ufundowane przez parafian dzwony: Ave Maria i Jan Paweł II. W 2007 roku zostały zamontowane nowe ołtarze boczne z drewna dębowego: Ołtarz Miłosierdzia Bożego i Ołtarz Matki Bożej.